# Skee distrikt
Skee distrikt är ett distrikt i Strömstads kommun och Västra Götalands län. 
Distriktet ligger öster och sydost om Strömstad. Inom distriktet finns Sveriges näst västligaste fastlandspunkt i naturreservatet Capri (efter Ledsund).

## Tidigare administrativ tillhörighet
Distriktet inrättades 2016 och utgörs av en del av området Strömstads stad omfattade till 1971, delen som före 1967 utgjorde Skee socken.
Området motsvarar den omfattning Skee församling hade vid årsskiftet 1999/2000.